# Hosting SEO
Hosting SEO – odmiana zwykłego hostingu stron www. Usługa kierowana jest zwykle do agencji SEO, osób zajmujących się pozycjonowaniem stron w wyszukiwarce Google oraz webmasterów. Ma na celu pomoc w pozycjonowaniu stron w wynikach, czyli tzw. SERP.
Od typowej usługi hostingu na serwerach współdzielonych hosting SEO różni się tym, że usługodawca daje klientowi dostęp do kilkudziesięciu lub kilkuset adresów IP w różnych klasach, na których możliwe jest postawienie stron www, składających się na zaplecze pozycjonerskie.

## Podstawowe pojęcia przy wyborze hostingu SEO
System operacyjny – sprowadza się on do dwóch systemów: Linux oraz Windows.
Powierzchnia dysku – ilość miejsca na dane, jaka jest dostępna w ramach usługi hostingowej.
Limit transferu – zależny jest od ruchu jaki strony, będące własnością pozycjonera generują wśród internautów. To ilość danych jaką można zużyć w ciągu miesiąca, mierzona w gigabajtach.
Adres IP – numer służący identyfikacji urządzeń w sieci.
Lokalizacja serwera – fizyczne umiejscowienie serwera, mające znaczenie przy pozycjonowaniu stron www. Google w swych algorytmach nadaje pierwszeństwo w wynikach stronom zlokalizowanym na serwerach fizycznie powiązanych z pozycjonowaną lokalizacją. Jest to szczególnie istotne w przypadku pozycjonowania stron w innych krajach.
Uptime – wyrażona w procentach miara, wskazująca na stabilność pracy serwera i przez to dostępność witryn w Google.

## Największe firmy świadczące usługi hostingu w Polsce
Ranking TOP 100 według Web Hosting Talk. Część z nich to także Hosting SEO.
| Nazwa          | Udział w rynku | Liczba domen |
| -------------- | -------------- | ------------ |
| AZ.pl          | 14,42%         | 343420       |
| Nazwa.pl       | 10,77%         | 256438       |
| Home.pl        | 10,7%          | 254763       |
| Linuxpl.com    | 7,83%          | 186392       |
| Dropped.pl     | 2,29%          | 54586        |
| Hekko.pl       | 2,13%          | 50788        |
| Ovh.pl         | 1,93%          | 46051        |
| Kei.pl         | 1,83%          | 43623        |
| Superhost.pl   | 1,52%          | 36111        |
| Biznes-host.pl | 1,39%          | 33010        |

Udział w rynku na rok 2017 według Hostadvice.com.
| Marka   | Udział w rynku |
| ------- | -------------- |
| Home.pl | 25,69%         |
| Onet    | 14,66%         |
| Kei.pl  | 5,33%          |
| OVH.com | 4,97%          |
| Atman   | 3,54%          |